# Stig Traavik
Stig Ingemar Traavik (ur. 19 grudnia 1967 w Haugesund) – norweski judoka. Olimpijczyk z Barcelony 1992, gdzie zajął 24. miejsce w wadze półlekkiej.
Uczestnik mistrzostw świata w 1989 i 1991. Startował w Pucharze Świata w 1989, 1991 i 1992. Trzykrotny medalista mistrzostw nordyckich. Mistrz kraju w 1991 i 1996 roku.

## Letnie Igrzyska Olimpijskie 1992
| Konkurencja | Eliminacje           | Klas. końcowa |
| Konkurencja | Przeciwnik I         | Miejsce       |
| ----------- | -------------------- | ------------- |
| 65 kg       | Philip Laats (BEL) P | 24.           |